# Wuling Xingchi

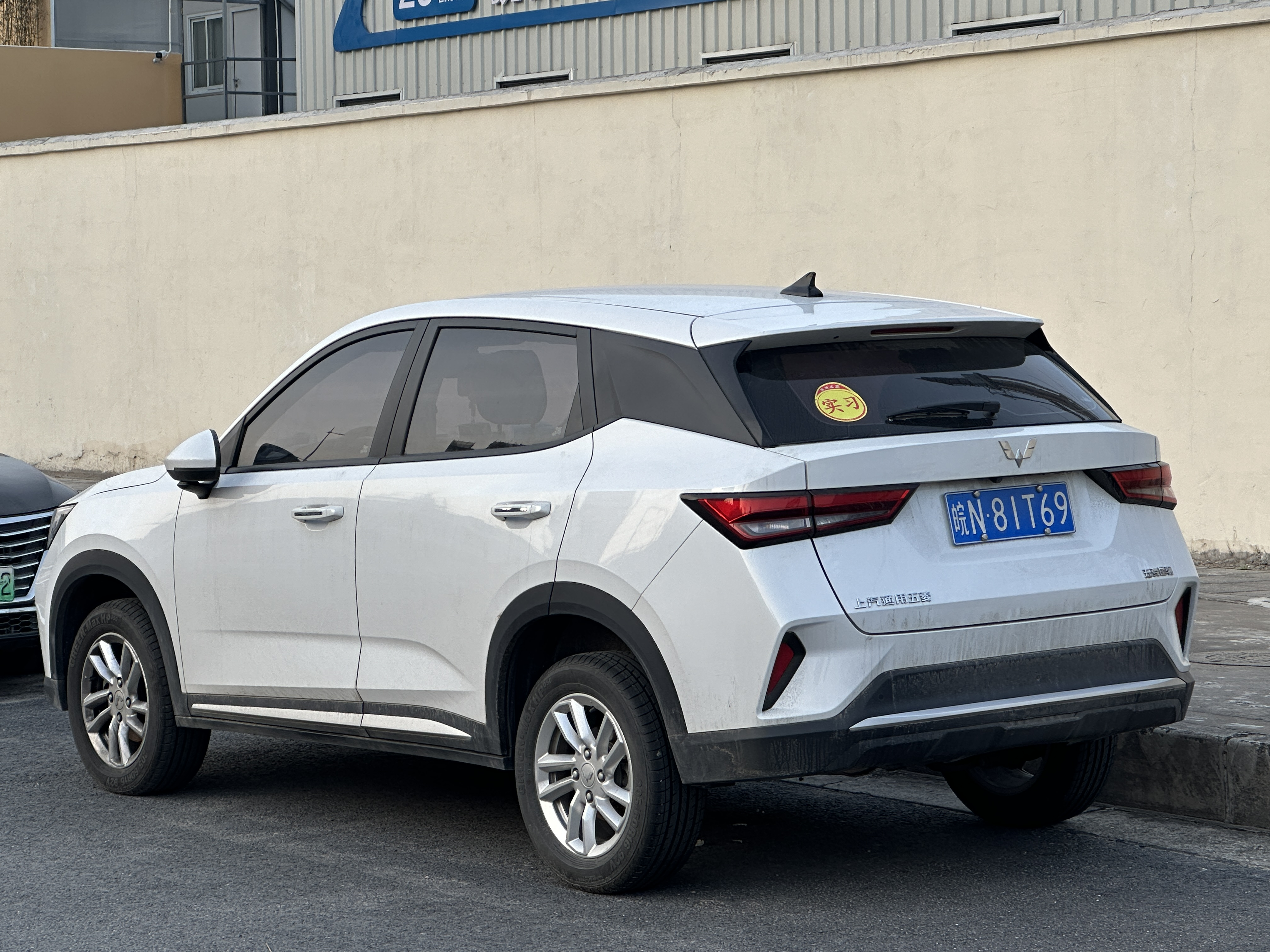
Вид сзади

Wuling Xingchi (кит. 五菱星驰) — субкомпактный кроссовер, выпускающийся с сентября 2022 года подразделением SAIC-GM-Wuling.

## Описание
Wuling Xingchi является четвёртой моделью с серебряным логотипом Wuling. В Китае автомобиль продаётся в шести комплектациях.
На центральной консоли расположен 10,25-дюймовый «плавающий» сенсорный экран. Приборная панель 3,5-дюймовая. Операционная система Ling OS поддерживает функции, включая голосовое взаимодействие, дистанционное управление и обновление OTA.

### Технические характеристики
Wuling Xingchi оснащён 1,5-литровым атмосферным бензиновым двигателем мощностью 73 кВт (98 л. с.) в паре с шестиступенчатой механической или бесступенчатой трансмиссией. Расход топлива составляет 6,43 л/100 км. Также в моторную гамму входит 1,5-литровый турбодвигатель мощностью 108 кВт (145 л. с.) и крутящим моментом 250 Н⋅м. Разгон до 100 км/ч составляет 8,7 сек.

## Wuling Alvez
В Индонезии Xingchi продаётся с 16 февраля 2023 года под названием Wuling Alvez в комплектациях SE, CE и EX. SE оснащается шестиступенчатой механической трансмиссией, а CE и EX оснащаются вариатором.
Согласно индонезийской дочерней компании Wuling, название Alvez произошло от фразы «всё сразу».

В Брунее Alvez продаётся с 22 марта 2024 года.

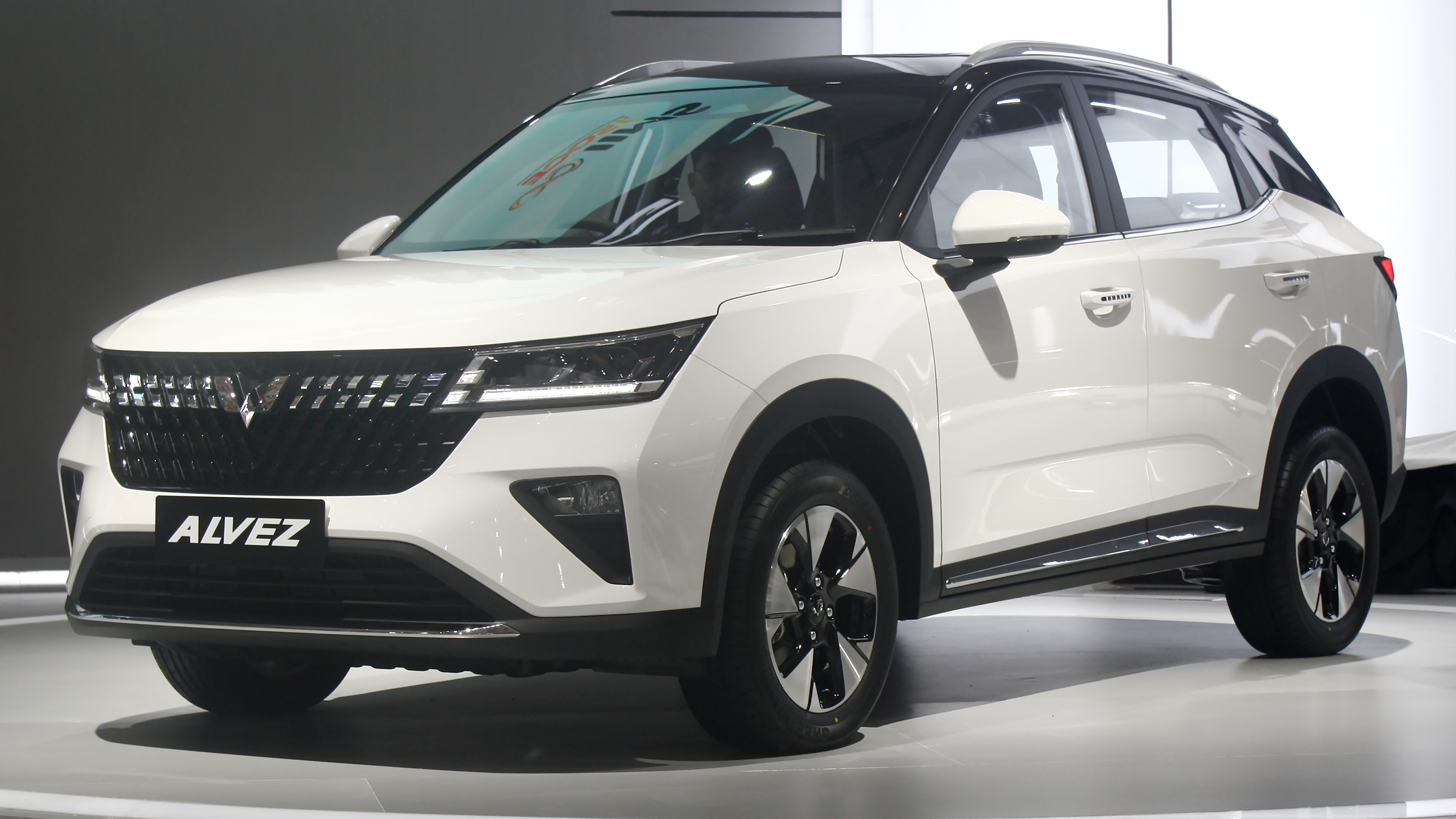
Вид спереди
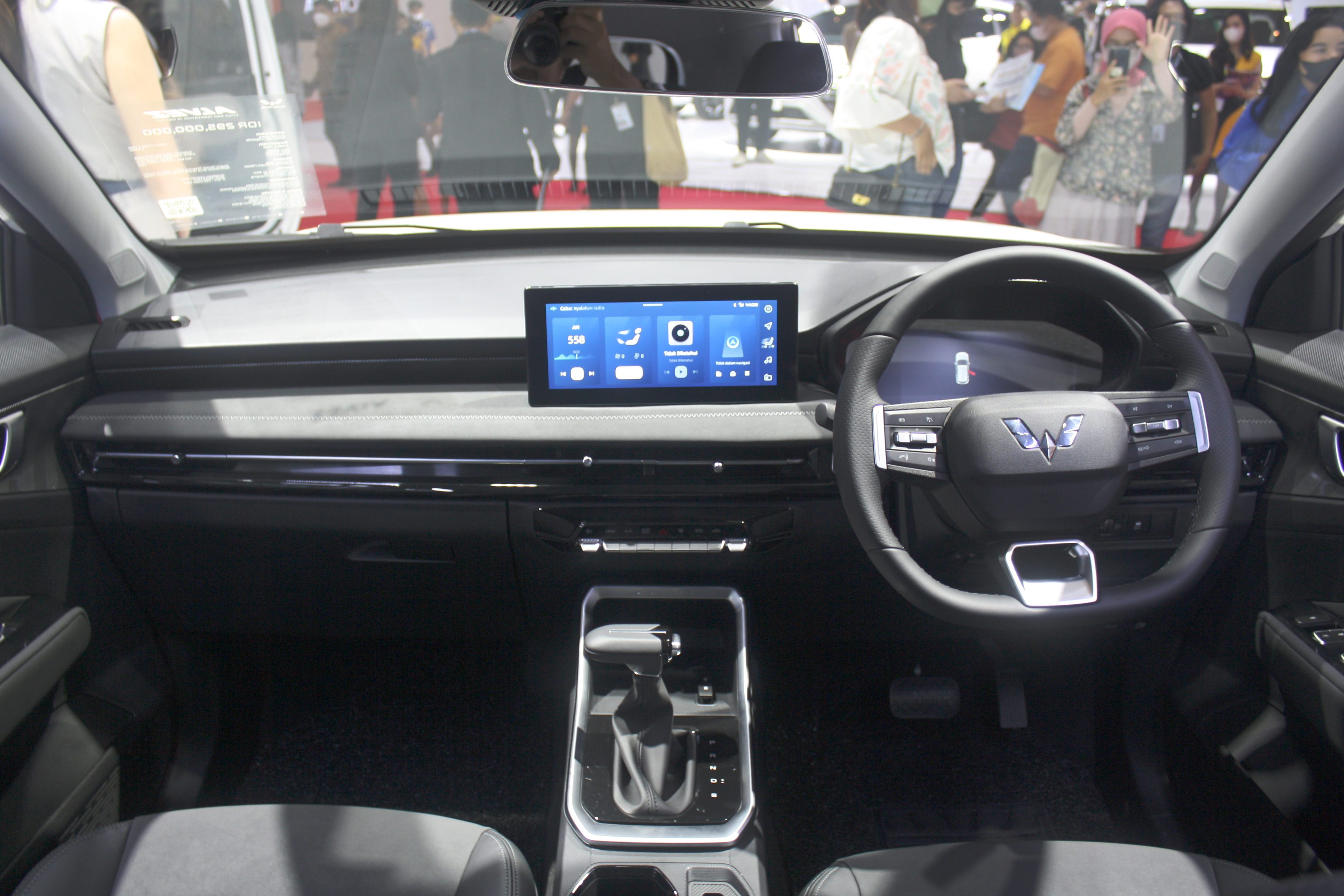
Интерьер

## Продажи
| Год  | Китай  | Индонезия |
| ---- | ------ | --------- |
| 2022 | 10,005 |           |
| 2023 | 42,432 | 5,923     |